# Реченский
Ре́ченский — хутор в Алексеевском районе Волгоградской области России. Административный центр Реченского сельского поселеня.
Население — 0,46 тыс. человек.
Хутор расположен в 16 км юго-западнее станицы Алексеевской (по дороге — 24 км) на правом берегу реки Акишевка (приток Хопра).
Дорога асфальтированная, автобусное сообщение. Хутор газифицирован. Есть средняя образовательная школа, медучреждение, магазины, маслобойня, коммерческий киоск.
Места для охоты, рыбалки, сбора грибов.

## История
По состоянию на 1918 год хутор входил в Усть-Бузулуцкий юрт Хопёрский округ Области Войска Донского.